# Bassano Romano
Bassano Romano är en ort och kommun i provinsen Viterbo i regionen Lazio i Italien. Kommunen hade 4 791 invånare (2018).